# Fowtbolayin Akowmb Ararat-Armenia 2025-2026
Questa voce raccoglie le informazioni riguardanti l'Ararat-Armenia nelle competizioni ufficiali della stagione 2025-2026.

## Maglie e sponsor
Lo sponsor tecnico per la stagione 2025-2026 è Puma mentre lo sponsor ufficiale è Tashir.
| Prima divisa | Seconda divisa |

## Rosa
| N. |                       | Ruolo | Calciatore         |
| -- | --------------------- | ----- | ------------------ |
| 1  | Armenia (bandiera)    | P     | Arman Nersesyan    |
| 2  | Portogallo (bandiera) | D     | Hugo Oliveira      |
| 3  | Colombia (bandiera)   | D     | José Bueno         |
| 4  | Portogallo (bandiera) | D     | João Queirós       |
| 5  | Armenia (bandiera)    | C     | Hakob Hakobyan     |
| 7  | Armenia (bandiera)    | A     | Žirayr Šaġoyan     |
| 8  | Colombia (bandiera)   | C     | Juan Balanta       |
| 9  | Armenia (bandiera)    | A     | Arayik Eloyan      |
| 10 | Armenia (bandiera)    | C     | Armen Ambartsumyan |
| 11 | Colombia (bandiera)   | A     | Jonathan Duarte    |

| N. |                       | Ruolo | Calciatore        |
| -- | --------------------- | ----- | ----------------- |
| 16 | Armenia (bandiera)    | C     | Edgar Grigoryan   |
| 17 | Nigeria (bandiera)    | A     | Mathew Gbomadu    |
| 19 | Armenia (bandiera)    | C     | Karen Muradyan    |
| 20 | Kenya (bandiera)      | C     | Alwyn Tera        |
| 22 | Armenia (bandiera)    | D     | Kamo Hovhannisyan |
| 24 | Portogallo (bandiera) | P     | Bruno Pinto       |
| 47 | Grecia (bandiera)     | D     | Alexandros Malīs  |
| 88 | Brasile (bandiera)    | C     | Welton            |
| 90 | Ghana (bandiera)      | A     | Paul Ayongo       |
| 99 | Brasile (bandiera)    | A     | João Lima         |

## Calciomercato

### Sessione estiva
| Acquisti | Acquisti | Acquisti | Acquisti |
| R.       | Nome     | da       | Modalità |
| -------- | -------- | -------- | -------- |

| Cessioni | Cessioni | Cessioni | Cessioni |
| R.       | Nome     | a        | Modalità |
| -------- | -------- | -------- | -------- |

### Sessione invernale
| Acquisti | Acquisti | Acquisti | Acquisti |
| R.       | Nome     | da       | Modalità |
| -------- | -------- | -------- | -------- |

| Cessioni | Cessioni | Cessioni | Cessioni |
| R.       | Nome     | a        | Modalità |
| -------- | -------- | -------- | -------- |

## Risultati

### Bardsragujn chumb
| Charentsavan 4 agosto 2024, ore 17:30 UTC+4 1ª giornata | Van Charentsavan | 0 – 0 | Ararat-Armenia | Stadio comunale\| Arbitro: \| Manukyan \| |
| Arbitro:                                                | Manukyan         |       |                |                                           |

| Erevan 2025, ore UTC+4 2ª giornata | Ararat-Armenia | – | Alaškert | Stadio dell'Accademia calcistica di Erevan |

| Erevan 17 agosto 2025, ore UTC+4 3ª giornata | P'yownik | – | Ararat-Armenia | Stadio repubblicano Vazgen Sargsyan |

### Conference League

#### Secondo turno preliminare
| Erevan 24 luglio 2025, ore 20:00 UTC+4 Andata | Ararat-Armenia | 0 – 0 referto | U Cluj | Stadio dell'Accademia calcistica di Erevan (1 450 spett.)\| Arbitro: \| Dzmitryjeŭ \| |
| Arbitro:                                      | Dzmitryjeŭ     |               |        |                                                                                       |

| Arbitro: | Fuxman |

|           |           |                              |
| Lukić 13’ | Marcatori | 53’ Hovhannisyan 117’ Ayongo |

#### Terzo turno preliminare
| Arbitro: | MacDermid |

|                                                             |           |            |
| Haraslín 25’ Kairinen 33’ Kuchta 60’ Birmancevic 80’ (rig.) | Marcatori | 7’ Balanta |

| Erevan 14 agosto 2025, ore 20:00 UTC+4 Ritorno | Ararat-Armenia | – referto | Sparta Praga | Stadio dell'Accademia calcistica di Erevan\| Arbitro: \| Kachevski \| |
| Arbitro:                                       | Kachevski      |           |              |                                                                       |

## Statistiche

### Statistiche di squadra
| Competizione      | Punti | In casa | In casa | In casa | In casa | In casa | In casa | In trasferta | In trasferta | In trasferta | In trasferta | In trasferta | In trasferta | Totale | Totale | Totale | Totale | Totale | Totale | DR |
| Competizione      | Punti | G       | V       | N       | P       | Gf      | Gs      | G            | V            | N            | P            | Gf           | Gs           | G      | V      | N      | P      | Gf     | Gs     | DR |
| ----------------- | ----- | ------- | ------- | ------- | ------- | ------- | ------- | ------------ | ------------ | ------------ | ------------ | ------------ | ------------ | ------ | ------ | ------ | ------ | ------ | ------ | -- |
| Bardsragujn chumb |       |         |         |         |         |         |         |              |              |              |              |              |              |        |        |        |        |        |        |    |
| Coppa d'Armenia   |       |         |         |         |         |         |         |              |              |              |              |              |              |        |        |        |        |        |        |    |
| Conference League |       |         |         |         |         |         |         |              |              |              |              |              |              |        |        |        |        |        |        |    |
| Totale            |       |         |         |         |         |         |         |              |              |              |              |              |              |        |        |        |        |        |        |    |

### Andamento in campionato
| Giornata  | 1 | 2 | 3 | 4 | 5 | 6 | 7 | 8 | 9 | 10 | 11 | 12 | 13 | 14 | 15 | 16 | 17 | 18 | 19 | 20 | 21 | 22 | 23 | 24 | 25 | 26 | 27 |
| --------- | - | - | - | - | - | - | - | - | - | -- | -- | -- | -- | -- | -- | -- | -- | -- | -- | -- | -- | -- | -- | -- | -- | -- | -- |
| Luogo     | T | C | T |   |   |   |   |   |   |    |    |    |    |    |    |    |    |    |    |    |    |    |    |    |    |    |    |
| Risultato | N |   |   |   |   |   |   |   |   |    |    |    |    |    |    |    |    |    |    |    |    |    |    |    |    |    |    |
| Posizione |   |   |   |   |   |   |   |   |   |    |    |    |    |    |    |    |    |    |    |    |    |    |    |    |    |    |    |

Legenda:

Luogo: C = Casa; T = Trasferta. Risultato: V = Vittoria; N = Pareggio; P = Sconfitta.